# Nguyễn Thanh Sơn (nhà ngoại giao)
Nguyễn Thanh Sơn (sinh ngày 26 tháng 12 năm 1957) là nhà ngoại giao, tiến sĩ Việt Nam. Ông nguyên là Đại sứ đặc mệnh toàn quyền Việt Nam tại Liên bang Nga, nguyên Thứ trưởng Bộ Ngoại giao, Chủ nhiệm Ủy ban Nhà nước về người Việt Nam ở nước ngoài, Chủ tịch Ủy ban Quốc gia UNESCO Việt Nam, Ủy viên Hội đồng Chấp hành UNESCO quốc tế nhiệm kỳ 2009-2013. Ông được biết đến trong nhiệm kỳ thứ trưởng của mình những hoạt động kết nối, hòa hợp, hòa giải giữa trong nước và người Việt hải ngoại ở Mỹ, sẵn sàng lắng nghe những ý kiến trái chiều trên tinh thần đối thoại.

## Quá trình công tác
- 1982–1987: Chuyên viên đối ngoại Cục Xuất bản và Báo chí, Bộ Văn hóa;
- 1987–1989: Chuyên viên Vụ HTQT, Bộ Văn hóa;
- 1989–1992: Tùy viên văn hóa ĐSQ VN tại Liên Xô;
- 1992–1993: Trợ lý Vụ trưởng Vụ HTQT, Bộ Văn hóa Thông tin;
- 1993–1997: Chuyên viên, sau đó là Trưởng phòng Quản lý Đoàn Ngoại giao, Vụ Lễ tân, Bộ Ngoại giao;
- 1997–1999: Phó Vụ trưởng Vụ Lễ tân;
- 1999–2002: Tham tán ĐSQ VN tại LB Nga;
- 2002–2005: Phó Vụ trưởng rồi Quyền Vụ trưởng Vụ Lễ tân;
- 2005–2006: Vụ trưởng Vụ Lễ tân;
- 2/2006–3/2008: Học cao cấp lý luận Mác-Lê, Học viện CTQGHCM VN;
- 10/2005–12/2007: Vụ trưởng Vụ Tổ chức Cán bộ;
- 8/2007–12/2007: Trợ lý Bộ trưởng Ngoại giao kiêm Vụ trưởng Vụ TCCB;
- 12/2007–9/2008: Trợ lý Bộ trưởng, Quyền Chủ nhiệm Ủy ban Nhà nước về người VN ở nước ngoài;
- 9/2008–3/2009: Thứ trưởng Bộ Ngoại giao, Chủ nhiệm Ủy ban Nhà nước về người VN ở nước ngoài;
- 3/2009-9/2009: Thứ trưởng Bộ Ngoại giao, Chủ nhiệm Ủy ban Nhà nước về người VN ở nước ngoài, Chủ tịch Ủy ban Quốc gia UNESCO Việt Nam;[1]
- Từ 9/2009: Thứ trưởng Bộ Ngoại giao, Chủ nhiệm Ủy ban Nhà nước về người VN ở nước ngoài, Chủ tịch Ủy ban Quốc gia UNESCO Việt Nam, Ủy viên Hội đồng Chấp hành UNESCO quốc tế nhiệm kỳ 2009 - 2013;
- Năm 2014: Ông được chủ tịch nước Trương Tấn Sang bổ nhiệm làm Đại sứ Đặc mệnh toàn quyền Việt Nam tại Liên Bang Nga.
- Ngày 1 tháng 2 năm 2018, thừa ủy quyền của Thủ tướng, Ủy viên Bộ Chính trị, Phó Thủ tướng, Bộ trưởng Ngoại giao Phạm Bình Minh đã trao quyết định nghỉ hưu cho ông Nguyễn Thanh Sơn.[2][3]

## Câu nói nổi tiếng
- "So sánh dân chủ ở Mỹ với dân chủ ở Việt Nam thì chưa biết ở đâu hơn ở đâu."[4]
- "Tư tưởng hận thù sẽ làm đất nước yếu kém"
- "Tôi rất buồn khi vừa qua, ở nước ta có các hiện tượng hôi của như vậy. Ngẫm lại, ngay trong cùng một dân tộc với nhau mà còn làm những việc như vậy thì chúng ta nói gì đến bên ngoài"
- "Chúng tôi đã đưa các vị ra tận Trường Sa thăm tận mắt, sờ tận tay. Chúng tôi mời các vị xuống thăm tận nơi đồng đội các vị đang nằm. Đấy có thật không?"